# Nuoto artistico ai Giochi della XXXII Olimpiade
Le gare di nuoto artistico ai Giochi della XXXII Olimpiade si sono svolte dal 2 al 7 agosto 2021 presso il Tokyo Aquatics Centre. Si sono disputati due eventi, duo e gara a squadre, entrambi femminili. È la prima edizione in cui venne utilizzata la nuova denominazione "nuoto artistico", decisa dalla Federazione internazionale del nuoto (FINA) nel 2017, in sostituzione della precedente "nuoto sincronizzato".

## Calendario
| Data          | Orario (JST/UTC+9) | Evento                       |
| ------------- | ------------------ | ---------------------------- |
| 2 agosto 2021 | 19:30-21:30        | Prova libera preliminare duo |
| 3 agosto 2021 | 19:30-21:00        | Prova tecnica duo            |
| 4 agosto 2021 | 19:30-21:00        | Prova libera duo             |
| 6 agosto 2021 | 19:30-21:30        | Prova tecnica squadre        |
| 7 agosto 2021 | 19:30-21:00        | Prova libera squadre         |

## Podi
| Evento             | Oro | Perform. | Argento                                                                                          | Perform. | Bronzo | Perform. |
| Duo (dettagli)     | ROC Svetlana Kolesničenko Svetlana Romašina                                                                                                 | 195,0079 | Cina Huang Xuechen Sun Wenyan                                                                    | 191,7832 | Ucraina Marta Fjedina Anastasija Savčuk | 188,7953 |
| Squadre (dettagli) | ROC Vlada Čigirëva Marina Goljadkina Svetlana Kolesničenko Polina Komar Aleksandra Packevič Svetlana Romašina Alla Šiškina Marija Šuročkina | 196,0979 | Cina Feng Yu Guo Li Huang Xuechen Liang Xinping Sun Wenyan Wang Qianyi Xiao Yanning Yin Chengxin | 193,5310 | Ucraina Maryna Aleksiïva Vladyslava Aleksiïva Marta Fjedina Ekateryna Reznyk Anastasija Savčuk Alina Šynkarenko Kseniya Sydorenko Jelyzaveta Jachno | 190,3018 |

## Medagliere
| Pos.   | Paese   | Oro | Argento | Bronzo | Totale |
| ------ | ------- | --- | ------- | ------ | ------ |
| 1      | ROC     | 2   | 0       | 0      | 2      |
| 2      | Cina    | 0   | 2       | 0      | 2      |
| 3      | Ucraina | 0   | 0       | 2      | 2      |
| Totale | Totale  | 2   | 2       | 2      | 6      |